# Dichrostachys santapaui
Dichrostachys santapaui là một loài thực vật có hoa trong họ Đậu. Loài này được Sebast. & Ramam. miêu tả khoa học đầu tiên.